# Capanemia gehrtii
Capanemia gehrtii är en orkidéart som beskrevs av Frederico Carlos Hoehne. Capanemia gehrtii ingår i släktet Capanemia och familjen orkidéer. Inga underarter finns listade i Catalogue of Life.